# 탬파베이 라우디스

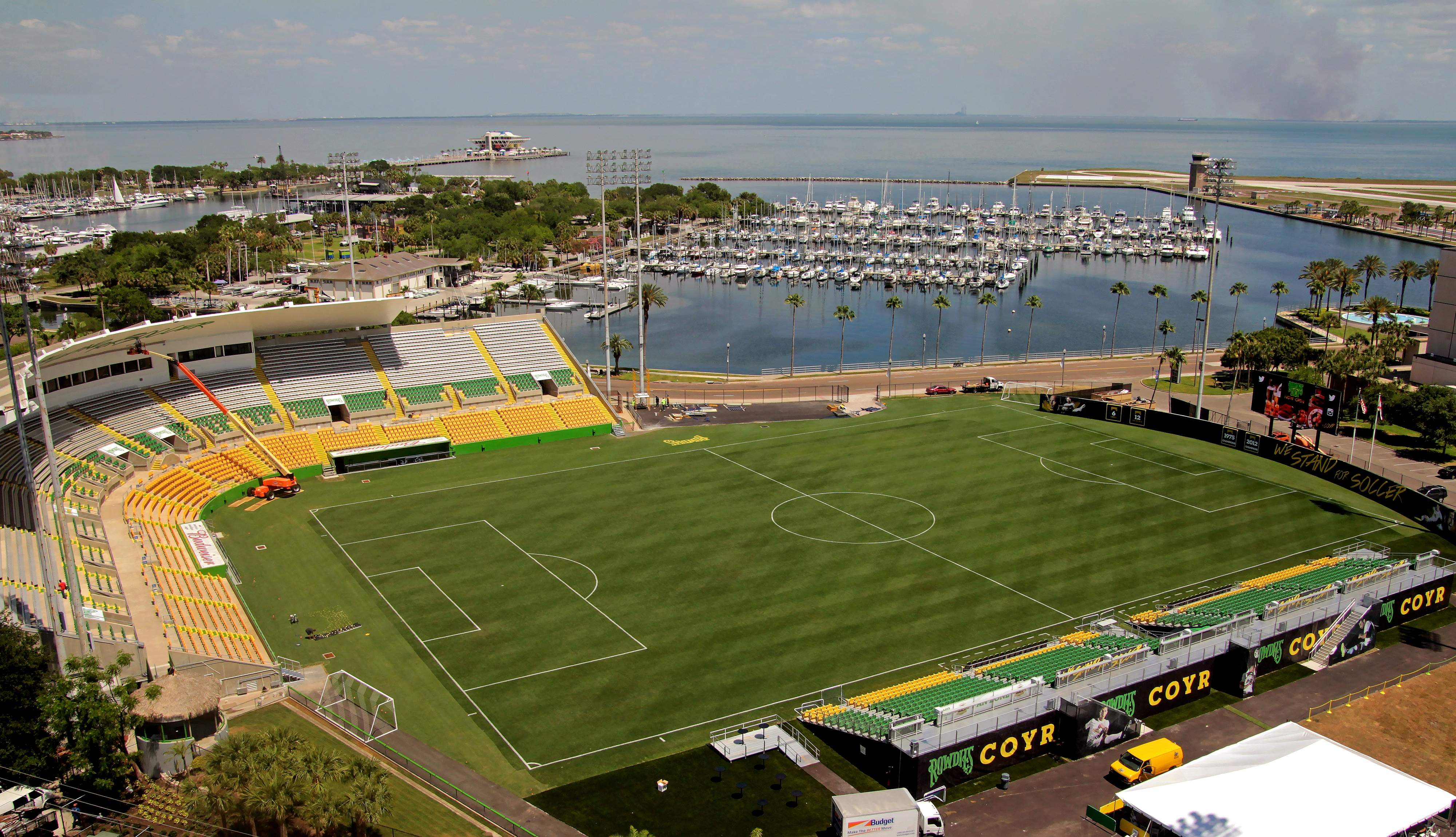

탬파베이 라우디스(영어: Tampa Bay Rowdies)는 2008년 창단한 미국의 프로축구팀으로 현재 USL 챔피언십 소속이며 전신은 과거 북미 사커 리그 소속팀이었던 탬파베이 라우디스로 똑같은 구단명을 사용하고 있다.

## 역대 홈경기장
| 경기장                    | 사용기간    | 장소                        | 팀명              | 비고 |
| ------------------------- | ----------- | --------------------------- | ----------------- | ---- |
| 조지 M. 스타인브레너 필드 | 2010년      | 플로리다주 탬파             | FC 탬파베이       | 빈칸 |
| 알랭 스타디움             | 2011년~현재 | 플로리다주 세인트피터즈버그 | 탬파베이 라우디스 | 빈칸 |

## 선수 명단

### 현역
참고: FIFA 자격 규정에 따라 소속된 국가대표팀 국기를 표시합니다. 선수는 복수의 FIFA 비회원국 국적을 가지고 있을 수 있습니다.
| 번호 | 포지션 | 국적       | 이름                |
| ---- | ------ | ---------- | ------------------- |
| 3    | MF     | 잉글랜드   | 루이스 힐튼         |
| 5    | MF     | 자메이카   | 조이 드자트         |
| 8    | MF     | 코스타리카 | 다미안 리베라       |
| 9    | FW     | 베네수엘라 | 마누엘 아르테아가   |
| 10   | MF     |            | 레오 페르난데스     |
| 21   | MF     | 아이티     | 재커리 헤리보       |
| 22   | DF     | 아일랜드   | 조던 도허티         |
| 27   | FW     | 부룬디     | 파시피케 니욘가비레 |
| 33   | DF     |            | 아론 길렌           |

| 번호 | 포지션 | 국적       | 이름          |
| ---- | ------ | ---------- | ------------- |
| 98   | FW     | 엘살바도르 | 조슈아 페레스 |

## 같이 보기
- 탬파베이 뮤터니
- 탬파베이 버커니어스
- 탬파베이 라이트닝
- 탬파베이 레이스